# ALSOK東心
ALSOK東心株式会社（アルソックとうしん）は、日本の警備・調査会社。ALSOK東京の子会社である。

## 概要
個人・企業を対象とした調査業務を営む連盟会社として綜合警備保障により1974年（昭和49年）10月に設立。設立時に綜合警備保障より移管された調査部門が主体だが、多摩地区を中心に常駐警備も多数受注。近年ではALSOKビルサービス（旧・綜警ビルサービス）のビルメンテナンス専業化に伴い常駐警備業務を多数受け入れ業務規模が急速に拡大している。
2015年7月13日、東心綜合警備保障株式会社から商号変更した。